# Juan Carlos Zuleta
Juan Carlos Zuleta (* 28. Januar oder 25. Februar 1980 in Florencio Varela) ist ein ehemaliger argentinischer Fußballspieler auf der Position eines offensives Mittelfeld.

## Karriere
Das Spieljahr 2011/12 spielte er bei Deportivo Merlo in der argentinischen Primera B Nacional, danach war er bei CA San Telmo (2012 bis 2014) und zuletzt bis Mitte 2017 bei AD Berazategui in der Provincia de Buenos Aires engagiert.